# Joliette (Quebec)
Joliette (AFI: [ᴣɔ'ljɛt])  es una ciudad situada en el municipio regional de condado de Joliette, en la provincia de Quebec, Canadá. Según el censo de 2021, tiene una población de 21 384 habitantes.
Su superficie total es de 22.96 km².

## Historia
Barthélemy Joliette (1789-1850) estableció un aserradero, un molino de harina y una fundición en la zona hacia 1823 y le dio al lugar el nombre de L'Industrie. Descendiente del hermano de Louis Jolliet (1645-1700), fue la primera persona que le dio a su apellido la ortografía Joliette.
Cuando se fundó en 1864, la ciudad tomó el nombre de Joliette en reconocimiento a la acción del empresario. La ciudad fue creada oficialmente con la estructura actual el 9 de enero de 1989.

## Demografía
Según el censo de 2021, la ciudad tiene una población de 21 384 habitantes. Su densidad de poblaciòn de 931.2 hab./km². De los datos del censo anterior, realizado en 2016, surge que en ese momento tenía una población de 20 484 habitantes, por lo que entre 2016 y 2021 hubo un aumento de 900 habitantes (4.4%). El número total de inmuebles particulares es de 11 153, lo que representa una densidad de 485.76/km². El número total de viviendas particulares que están ocupadas por residentes habituales es de 10 568.

## Lugares de interés

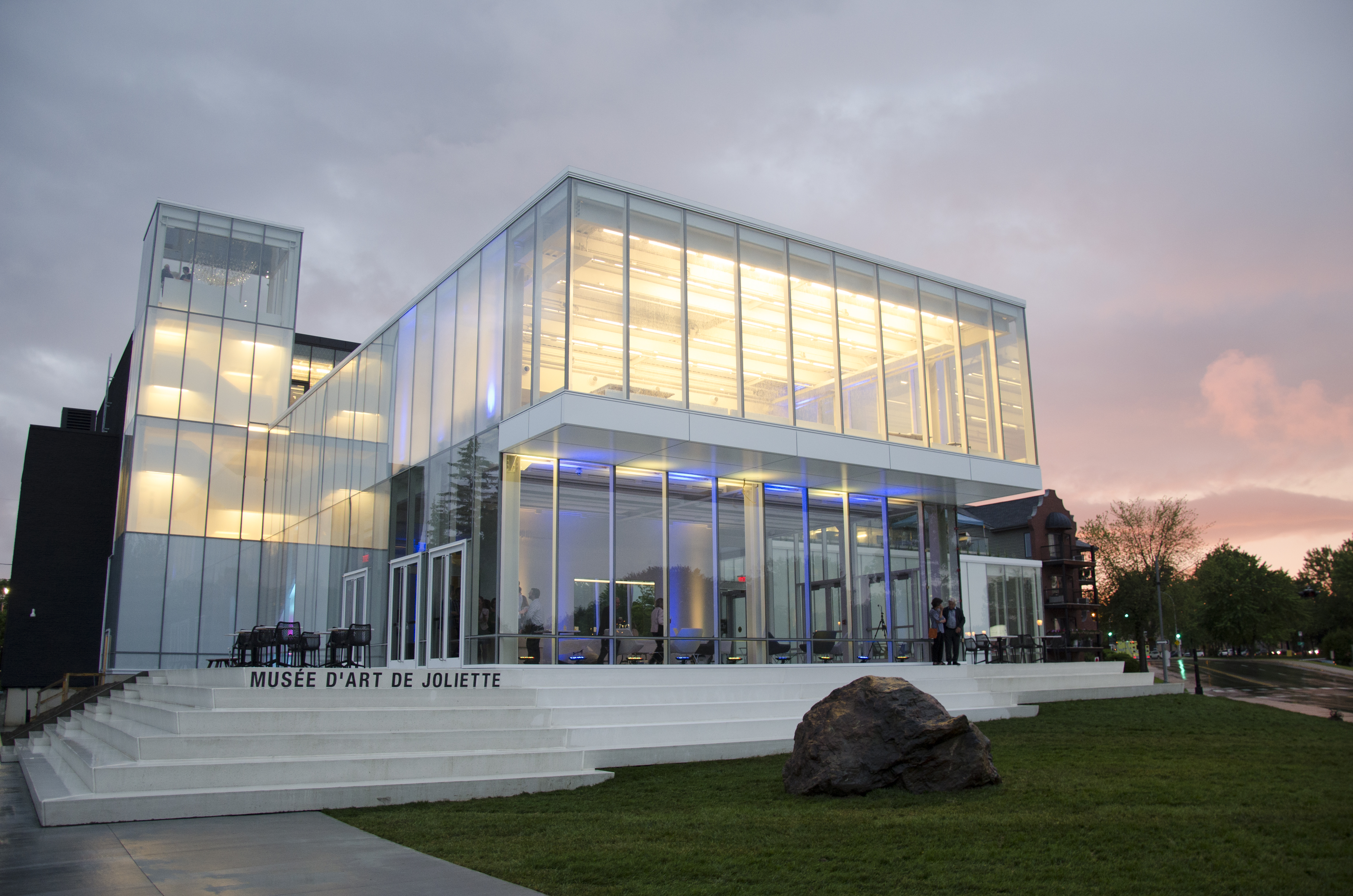
Museo de Arte de Joliette

- El Museo de Arte de Joliette es el más grande de Quebec fuera de los grandes centros urbanos. Posee una colección de más de 8500 obras.[3]